# Paris Berelc
Paris Berelc, född 29 december 1998 i Milwaukee i Wisconsin, är en amerikansk skådespelerska och modell, mest känd för sin roll som Skylar Storm i Disney XD-serierna Supersjukhuset och Lab Rats: Elitstyrkan. Hon spelar även rollen som Alexa Mendoza i Netflixserien Alexa & Katie.

## Filmografi

### Filmer
- Building a Nation
- 102
- Invisible sister
- Tall Girl
- Hubie Halloween
- Do Revenge

### TV
- Health Corner
- Supersjukhuset
- Just Kidding
- Lab Rats: Elitstyrkan
- Alexa & Katie
- Group Chat with Jayden & Brent